# Pascal Gregor
Pascal Wiberg Gregor (18 de febrero de 1994) es un futbolista danés que juega como defensa en el Halmstads BK de la Allsvenskan.

## Selección nacional
Ha sido internacional con la selección de fútbol sub-23 de Dinamarca en 4 ocasiones.

### Participaciones en Juegos Olímpicos
| Olimpiada                               | Sede   | Resultado        | Partidos | Goles |
| --------------------------------------- | ------ | ---------------- | -------- | ----- |
| Juegos Olímpicos de Río de Janeiro 2016 | Brasil | Cuartos de final | 4        | 0     |

## Clubes
| Club                  | País      | Año       |
| --------------------- | --------- | --------- |
| FC Nordsjælland       | Dinamarca | 2013-2017 |
| FC Helsingør          | Dinamarca | 2018-2019 |
| FK Haugesund (cedido) | Noruega   | 2019      |
| Lyngby BK             | Dinamarca | 2020-2025 |
| Halmstads BK          | Suecia    | 2025-     |